# Falsosophronica fuscobrunnea
Falsosophronica fuscobrunnea là một loài bọ cánh cứng trong họ Cerambycidae.